# 微熱S.O.S!!
「微熱S.O.S!!」（びねつエスオーエス）は、橋本みゆきの9枚目のシングル。2007年4月25日にLantisから発売された。

## 概要
前作「虹色センチメンタル」から6ヶ月ぶりのリリースとなる2007年1作目のシングル。表題曲「微熱S.O.S!!」は、テレビアニメ『アイドルマスター XENOGLOSSIA』前期オープニングテーマ、カップリングの「ムーンライト・ラビリンス」は同アニメの挿入歌として使用された。

## 収録曲
（全作詞：畑亜貴、作曲：黒須克彦）
1. 微熱S.O.S!!
  - 編曲：大久保薫
  - テレビアニメ『アイドルマスター XENOGLOSSIA』前期オープニングテーマ
2. ムーンライト・ラビリンス
  - 編曲：虹音
  - テレビアニメ『アイドルマスター XENOGLOSSIA』挿入歌
3. 微熱S.O.S!!（off vocal）
4. ムーンライト・ラビリンス（off vocal）

## 収録アルバム
| 曲名                     | 収録アルバム                                 | 備考                                                                     |
| ------------------------ | -------------------------------------------- | ------------------------------------------------------------------------ |
| 微熱S.O.S!!              | Prismatic colors                             | 2枚目のベストアルバム。solitude versionとして収録。                      |
| 微熱S.O.S!!              | Brilliant Moment                             | 3枚目のベストアルバム。                                                  |
| 微熱S.O.S!!              | アイドルマスター XENOGLOSSIA BEST COLLECTION | テレビアニメ『アイドルマスター XENOGLOSSIA』のコンピレーションアルバム。 |
| ムーンライト・ラビリンス | アイドルマスター XENOGLOSSIA BEST COLLECTION | テレビアニメ『アイドルマスター XENOGLOSSIA』のコンピレーションアルバム。 |